# Patria Nueva, Querétaro
Patria Nueva är en ort i Mexiko.   Den ligger i kommunen Querétaro och delstaten Querétaro Arteaga, i den centrala delen av landet, 190 km nordväst om huvudstaden Mexico City. Patria Nueva ligger 1 856 meter över havet och antalet invånare är 1 202.
Terrängen runt Patria Nueva är platt åt sydväst, men åt nordost är den kuperad. Terrängen runt Patria Nueva sluttar söderut. Runt Patria Nueva är det tätbefolkat, med 849 invånare per kvadratkilometer. Närmaste större samhälle är Santiago de Querétaro, 10,5 km sydost om Patria Nueva. Omgivningarna runt Patria Nueva är en mosaik av jordbruksmark och naturlig växtlighet.